# Pierre Scribante
Pierre Scribante, né le 22 mars 1931 à Lyon 2e et mort le 12 novembre 2013 à Villeurbanne, est un coureur cycliste français, professionnel de 1956 à 1962.

## Palmarès
- 1953
  - Grand Prix de Cours-la-Ville
- 1954
  - Champion du Lyonnais
  - 3e du Grand Prix de Cours-la-Ville
- 1955
  - 3e du Circuit de Saône-et-Loire
- 1956
  - 10e du Critérium du Dauphiné libéré
- 1957
  - 3e du Bourg-Genève-Bourg
- 1959
  - 3e du Circuit de la Vienne
- 1960
  - 3e du Circuit de la Vienne
  - 3e du Grand Prix d'Alger (clm)
- 1961
  - 2e du Tour de Haute-Loire
  - 3e du Circuit de la Vienne
- 1963
  - Grand Prix de Vougy
  - 2e du Grand Prix de Saint-Symphorien-sur-Coise
- 1964
  - 2e étape du Tour des Combrailles
  - 2e du Tour des Combrailles

## Résultats sur les grands tours

### Tour de France
1 participation
- 1956 : 52e